# Сосновая шишка (яйцо Фаберже)
«Сосновая шишка» — пасхальное яйцо, ювелирное изделие, изготовленное в 1900 году фирмой Карла Фаберже по заказу российского промышленника Александра Фердинандовича Кельха, который подарил его своей жене Варваре Петровне Базановой-Кельх.

## Дизайн
Поверхность яйца гильошированная, покрыта полупрозрачной эмалью королевского синего цвета и орнаментом из платиновых гирлянд, инкрустированных бриллиантами огранки «роза». На верхнем конце яйца четыре крупных грушевидных бриллианта образуют четырехлистник (символ Воскресения); под бриллиантами изображена дата — «1900».
Не сохранилась монограмма Варвары Кельх «В.К.» под большим бриллиантом на нижнем конце яйца. Вероятно, она была выполнена подобно монограммы на яйце «Двенадцать панелей».

## Сюрприз
Внутри яйца находится механический, украшенный драгоценными камнями слон, на котором сидит погонщик, и заводной ключ.

## Владельцы
В 1929 году яйцо было продано частному коллекционеру в США. На аукционе Christie’s в Женеве в 1989 году его приобрела за 3,1 миллиона долларов Джоан Крок, вдова бывшего управленца корпорации McDonald’s. Во время торгов Крок была на телефонной связи со своим представителем на аукционе. Позже она рассказала New York Times: «Я была в восторге, когда мне сказали, что я приобрела яйцо».
В 1997 году яйцо «Сосновая шишка» из коллекции Джоан Крок выставлялась на аукционе Christie's в Нью-Йорке, но не было продано, поскольку за него не предлагали больше 2,8 миллионов долларов, тогда как по предварительной оценке стоимость составляла 3,5-4,5 миллионов долларов.